# تيتان

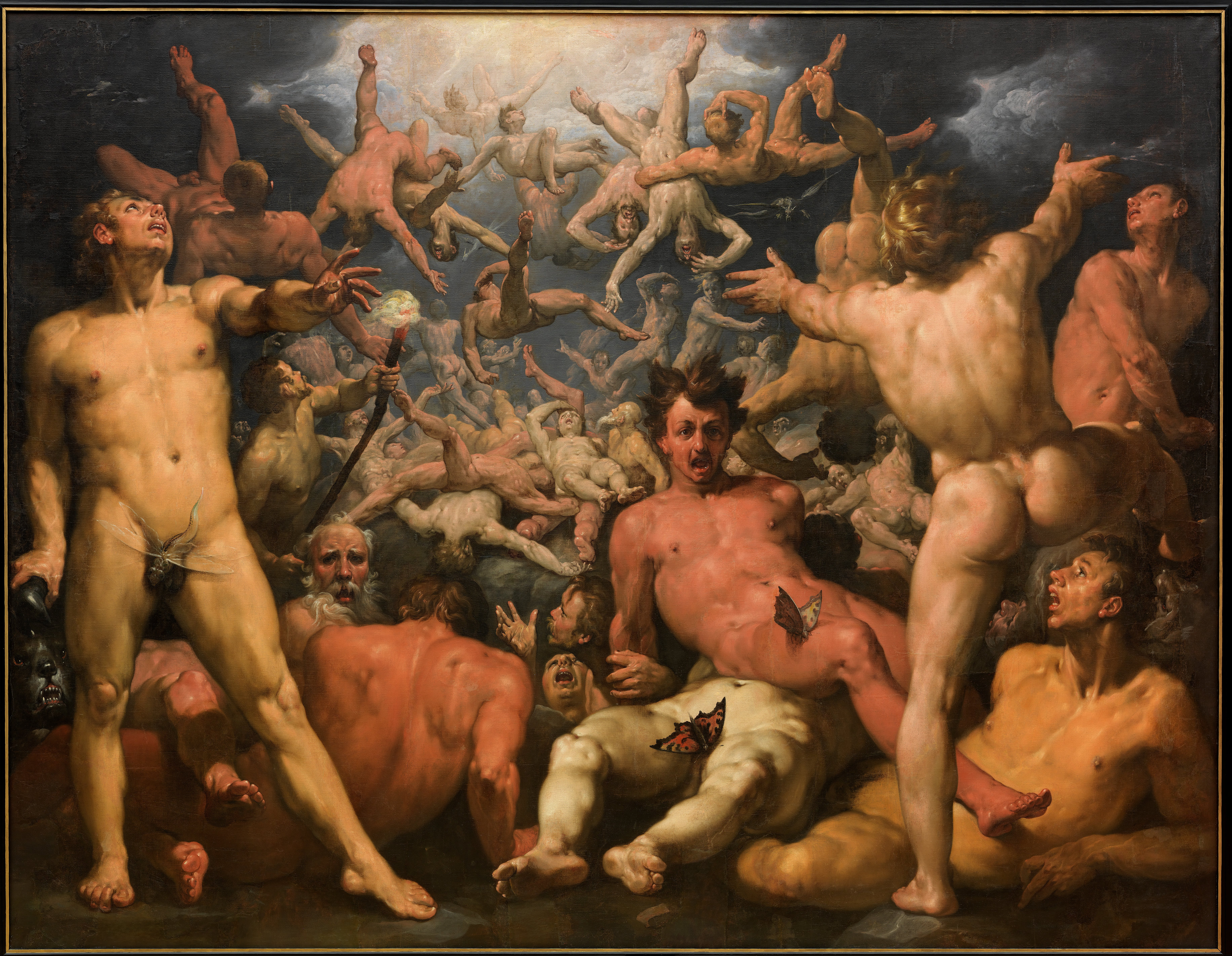
سُقوط الجَبَابرة بريشة الرسام الهولندي كورنيليس فان هارلم متحف ستاتينز (المعرض الفني الوطني) كوبنهاغن، الدنمارك

الجبابرة أو عرق التيتان (باليونانية القديمة: Τιτάν) بحسب الميثولوجيا الإغريقية، هم عرق من الآلهة الأقوياء الذين حكموا الأرض خلال العصر الذهبي الأسطوري، وهم العرق السابق للآلهة الأولمبية. اختلفت الأساطير القديمة في وصفهم باختلاف الفترة الزمنية والمنطقة التي تأصلت منها الأسطورة، إلا أنهم كانوا يعدون في غالبية الأوقات تجسيدات لقوى الطبيعة ومظاهرها المختلفة. المعنى الحرفي لاسم الجبابرة بالإغريقية هو الآلهة المجهدة أو المكافحة، وهم يعرفون أيضًا بالآلهة القدماء، أبناء الجنة، وقبيلة أورانوس.

## الأرباب
يطلق اسم الجبابرة على أبناء غايا وأورانوس الاثنا عشر، ستة أشقاء وست شقيقات، بحيث تزوج كل شقيق من شقيقته وأنجب عدداً من الأبناء، وهم: كرونوس وريا، إيابيتوس وثيميس، أوقيانوس وتثيس، هايبيريون وثيا، كريوس ومنيموسايني، وكاز وفويبي. كذلك، يضم هذا العرق بعضاً من أبناء الآلهة السابقة.

## نهاية أورانوس - بداية كرونوس
تذكر الأساطير في الميثولوجيا الإغريقية أن أورانوس كان الحاكم الأصلي لمجموعة الآلهة هذه، لم يعرف كفرد من هذا العرق، بل كإله بدائي (أو أساسي). وقد اشتهر أورانوس بطغيانه وشره، حيث قام بحبس أبناء غايا من السيكلوب وذوي المئة ذراع في جوف (بطن) الأرض، أو في جزء من العالم السفلي، مما أغضبها بشدة، فحاولت تحريض أبنائه (والذين هم أبناؤها أيضًا) عليه، كي يتم الإطاحة به. لكن الخوف تملكهم جميعًا، ما عدا كرونوس، والذي كان أصغرهم وأكثرهم دهاء . بعد أن استجاب كرونوس لطلبات والدته، أخذ منها منجلًا حادًا، ومن ثم تمكن من أن يمنع والده من إنجاب الأولاد، فأصبح بذلك عقيمًا غير قادرٍ على تكوين نسل جديد، فقام كرونوس بأخذ محله كحاكم مطلق للآلهة، ونشأ بذلك عرق التايتن أو الجبابرة. تذكر بعض الأساطير أيضًا أن الأشقاء الذكور قد اشتركوا جميعهم في تنفيذ هذا الأمر، إلا أن كرونوس كان له الأثر الأكبر فيه.

## نهاية كرونوس - بداية زيوس
بعد أن أصبح كرونوس حاكمًا للآلهة، بدأ بالتصرف كوالده ونشر شروره، حيث رفض تحرير أبناء غايا من السيكلوب والوحوش المتعددة الأذرع. على إثر ذلك، تنبأ كلًا من غايا وأورانوس أن ابنًا لكرونوس كان سيطيح به ويقضي عليه، ليكون بذلك الحاكم المطلق، فقام كرونوس بابتلاع جميع أبنائه للحيلولة دون ذلك، إلا أن ريا قد حمت آخر أبنائها الذي كان يدعى زيوس، حيث خدعت كرونوس وجعلته يبتلع صخرة ملفوفة بملابس ابنها، ظنًا منه أنه زيوس نفسه. بعد ذلك، تمكن زيوس من تحرير أشقائه الذين حبسوا في بطن كرونوس، والإطاحة به بعد حدوث معركة طاحنة، جمعت بين الكائنات المختلفة، وبدأ عرق جديد من الآلهة، سميت بالآلهة الأولمبية، أو الأولمبيون الاثنا عشر، متخذًا جبل أوليمبوس مقرًا لهم، بينما نفي معظم الجبابرة إلى تارتاروس عقاباً لهم.